# 모건 (2016년 영화)
《모건》(영어: Morgan)은 영국, 미국에서 제작된 루크 스콧 감독의 2016년 SF 심리 공포 스릴러 영화이다. 케이트 메라, 애니아 테일러조이, 토비 존스, 로즈 레슬리, 보이드 홀브룩, 미셸 요, 제니퍼 제이슨 리, 폴 지어마티 등이 출연하였고, 마크 허펌 등이 제작에 참여하였다.
촬영은 2015년 5월 26일 북아일랜드에서 시작되었다. 이 영화는 2016년 9월 2일 20세기 폭스에 의해 개봉되었다.

## 출연
- 케이트 메라 - 리 웨더스 역
- 애니아 테일러조이 - 모건 역
  - 에이미베스 맥널티 - 모건 아역
- 토비 존스
- 로즈 레슬리
- 보이드 홀브룩
- 미셸 요
- 제니퍼 제이슨 리
- 폴 지어마티
- 마이클 예리
- 크리스 설리번
- 비넷 로빈슨
- 크리스피언 벨프라지
- 조너선 에어리스
- 브라이언 콕스

## 기타 제작진
- 미술: 톰 매컬러